# Вуосо, Висенте Матиас
Висенте Хосе Матиас Вуосо (исп. Vicente José Matías Vuoso; род. 3 ноября 1981, Мар-дель-Плата, Аргентина) — мексиканский футболист, выступавший на позиции нападающего. Известен по выступлениям за клубы «Америка», «Сантос Лагуна» и сборную Мексики.

## Клубная карьера
Вуосо начал карьеру в «Индепендьенте». В 2000 году он дебютировал за команду в аргентинской Примере. На протяжении долгого времени Матиас составлял одну из самых ударных связок чемпионате с уругвайцем Диего Форланом. Летом 2002 года он Вуосо покинул Аргентину и перешёл в английский «Манчестер Сити». Сумма трансфера составила 3,5 млн евро. За новую команду Матиасу так и не удалось дебютировать и он по окончании сезона вернулся в Южную Америку. Его новым клубом стал мексиканский «Сантос Лагуна». В новой команде уже было ударная связка нападающих, чилиец Родриго Руис и Харед Борхетти поэтому почти все матчи Апертуры 2003 Вуосо провёл выходя на замену. Вскоре Боргетти получил травму и Матиас занял его место, сумев выиграть конкуренцию. После ухода Хареда Вуосо стал основной ударной силой «Сантоса». В Клаусуре 2005 он забил 16 мячей в 19 матчах и стал Лучшим бомбардиром Лиги MX. В Апертуре того же года Матиас повторил данное достижение.
В 2006 году Вуосо перешёл в «Америку», но сыграв всего в 20 встречах вернулся обратно в «Сантос». Он вернулся в клуб в плохой форме, поэтому первое время сидел на скамейке запасных. В Клаусуре 2008 он стал одним из творцов чемпионства «Лагуны». В Клаусуре 2010 Вуосо стал настоящим антигероем финала, дважды не реализовав пенальти во ворота «Толуки», а затем промахнулся в послематчевой серии. После этой встречи он был выставлен на трансфер и во второй раз перешёл в «Америку». В своём первом сезоне Матиас забил 8 голов и помог команде дойти до финала, где она уступила чемпионаство «Сантосу».
Летом 2012 года Вуосо перешёл в «Атлас». 22 июля в матче против УНАМ Пумас он дебютировал за новый клуб. 7 октября в поединке против «Крус Асуль» Матиас забил свой первый гол за команду.
Летом 2014 года Вуосо перешёл в «Чьяпас». 21 июля в матче против «Гвадалахары» он дебютировал за команду. Через неделю в поединке против «Толуки» Матиас забил свой первый мяч за «Чьяпас». После выступления за сборную на Кубке Америки, Вуосо перешёл в «Крус Асуль». 9 августа в матче против «Леона» он дебютировал за новую команду. 22 августа в поединке против «Керетаро» Вуосо сделал «дубль», забив свои первые голы за «Крус Асуль».
Летом 2016 года Вуосо вернулся в Аргентину, подписав контракт с «Тальерес». 1 октября «Альдосиви» он дебютировал за новый клуб. В начале 2017 года Матиас подписал контракт с «Коррекаминос». 28 января в матче против «Минерос де Сакатекас» он дебютировал за новый клуб. 11 марта в поединке против «Корас де Тепик» Вуосо сделал «дубль», забив свои первые голы за «Коррекаминос».

## Международная карьера
В 2008 году в матче против сборной Ямайки Вуосо дебютировал за сборную Мексики. 13 ноября в поединке против сборной Эквадора он забил свой первый гол за национальную команду.
Летом 2015 года Вуосо попал в заявку на участие Кубке Америки в Чили. На турнире он сыграл в матчах против сборных Боливии, Чили и Эквадора. В поединке против хозяев турнире Матиас сделал «дубль».

### Голы за сборную Мексики
| #   | Дата            | Место                                 | Противник | Счёт | Результат | Соревнование                           |
| --- | --------------- | ------------------------------------- | --------- | ---- | --------- | -------------------------------------- |
| 01. | 15 октября 2008 | Стадион Содружества, Эдмонтон, Канада | Канада    | 2:2  | 2:2       | Отборочный турнир чемпионата мира 2010 |
| 02. | 12 ноября 2008  | Чейз-филд, Финикс, США                | Эквадор   | 2:1  | 2:1       | Товарищеский матч                      |
| 03. | 11 марта 2009   | Дикс Спортинг Гудс Парк, Денвер, США  | Боливия   | 2:0  | 5:1       | Товарищеский матч                      |
| 04. | 11 марта 2009   | Дикс Спортинг Гудс Парк, Денвер, США  | Боливия   | 4:0  | 5:1       | Товарищеский матч                      |
| 05. | 15 июня 2015    | Национальный стадион, Сантьяго, Чили  | Чили      | 1:0  | 3:3       | Кубок Америки 2015                     |
| 06. | 15 июня 2015    | Национальный стадион, Сантьяго, Чили  | Чили      | 3:3  | 3:3       | Кубок Америки 2015                     |

## Достижения
Командные
 «Сантос Лагуна»
- Чемпионат Мексики по футболу — Клаусура 2008

Индивидуальные
- Лучший бомбардир Лиги MX — Клаусура 2005
- Лучший бомбардир Лиги MX — Апертура 2005